# The Town That Dreaded Sundown (1976)
The Town That Dreaded Sundown é um filme americano de 1976, dos gêneros policial, drama e terror, dirigido por Charles B. Pierce.